# Ilișești
Ilișești – wieś w Rumunii, w okręgu Suczawa, w gminie Ilișești. W 2011 roku liczyła 2389 mieszkańców. 